# Muscle dilatateur de la pupille
Le muscle dilatateur de la pupille (ou muscle dilatateur de  l'iris), est un muscle lisse de l'œil.

## Structure

### Organisation
Le muscle dilatateur de la pupille est constitué de cellules contractiles modifiées appelées cellules myoépithéliales. Elles sont disposées radialement dans l'iris et donc adapté comme dilatateur. Le dilatateur pupillaire est constitué d'un arrangement en forme de rayons. Ces cellules sont stimulées par le système nerveux sympathique.

### Innervation
Il est innervé par le système sympathique, qui agit en libérant de la noradrénaline, qui agit sur les récepteurs adrénergiques α1.
Le muscle dilatateur de la pupille est innervé par des nerfs sympathiques post-ganglionnaires issus du ganglion cervical supérieur comme racine sympathique du ganglion ciliaire. De là, ils cheminent via l'Artère carotide interne à travers le canal carotidien jusqu'au foramen déchiré. Ils pénètrent ensuite dans la fosse crânienne moyenne au-dessus du foramen déchiré, ils traversent le sinus caverneux dans la fosse crânienne moyenne, puis suivent l'artère ophtalmique dans le canal optique ou avec le nerf ophtalmique à travers la fissure orbitaire supérieure. De là, ils accompagnent le nerf naso-ciliaire puis un des nerfs ciliaires longs. Ils percent ensuite la sclère, voyagent entre la sclère et la choroïde pour atteindre le muscle dilatateur de la pupille par  les nerfs ciliaires courts.

## Action
Lorsqu'elles sont stimulées, les cellules se contractent, élargissant la pupille et permettant à plus de lumière d'entrer dans l'œil.
Le dilatateur pupillaire agit pour augmenter la taille de la pupille pour permettre à plus de lumière d'entrer dans l'œil. Il agit en opposition au constricteur pupillaire.
La dilatation des pupilles se produit lorsqu'il n'y a pas suffisamment de lumière pour le fonctionnement normal de l'œil et lors d'une activité sympathique accrue, par exemple lors la réponse de combat-fuite.

## Galerie

Schéma montrant l'innervation sympathique et parasympathique de la pupille et les sites de lésion dans un syndrome de Horner.
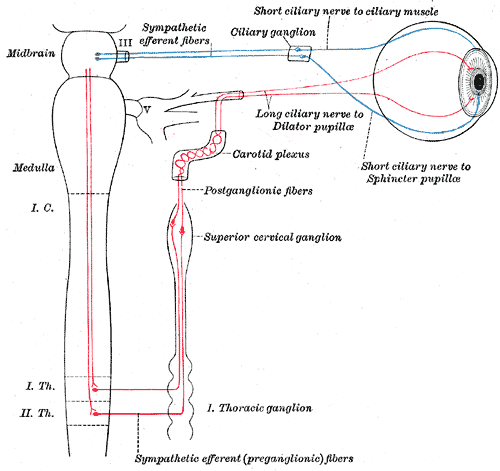
Connexions sympathiques des ganglions ciliaires et cervicaux supérieurs (rouge) [Voie parasympathique en bleu]
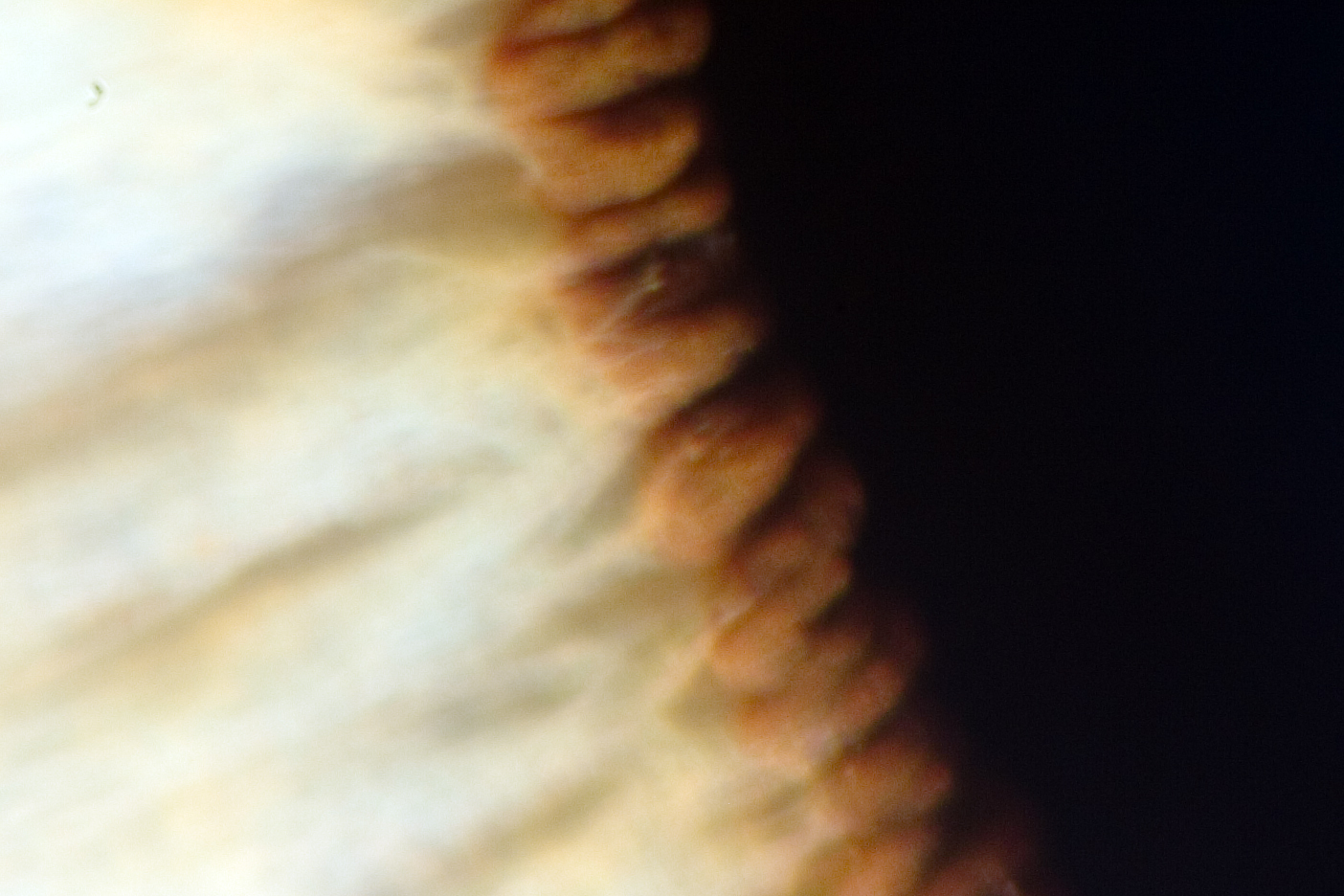
Les fibres musculaires dilatatrices de l'iris traversent radialement l'iris.